# Walka z wodą na statku

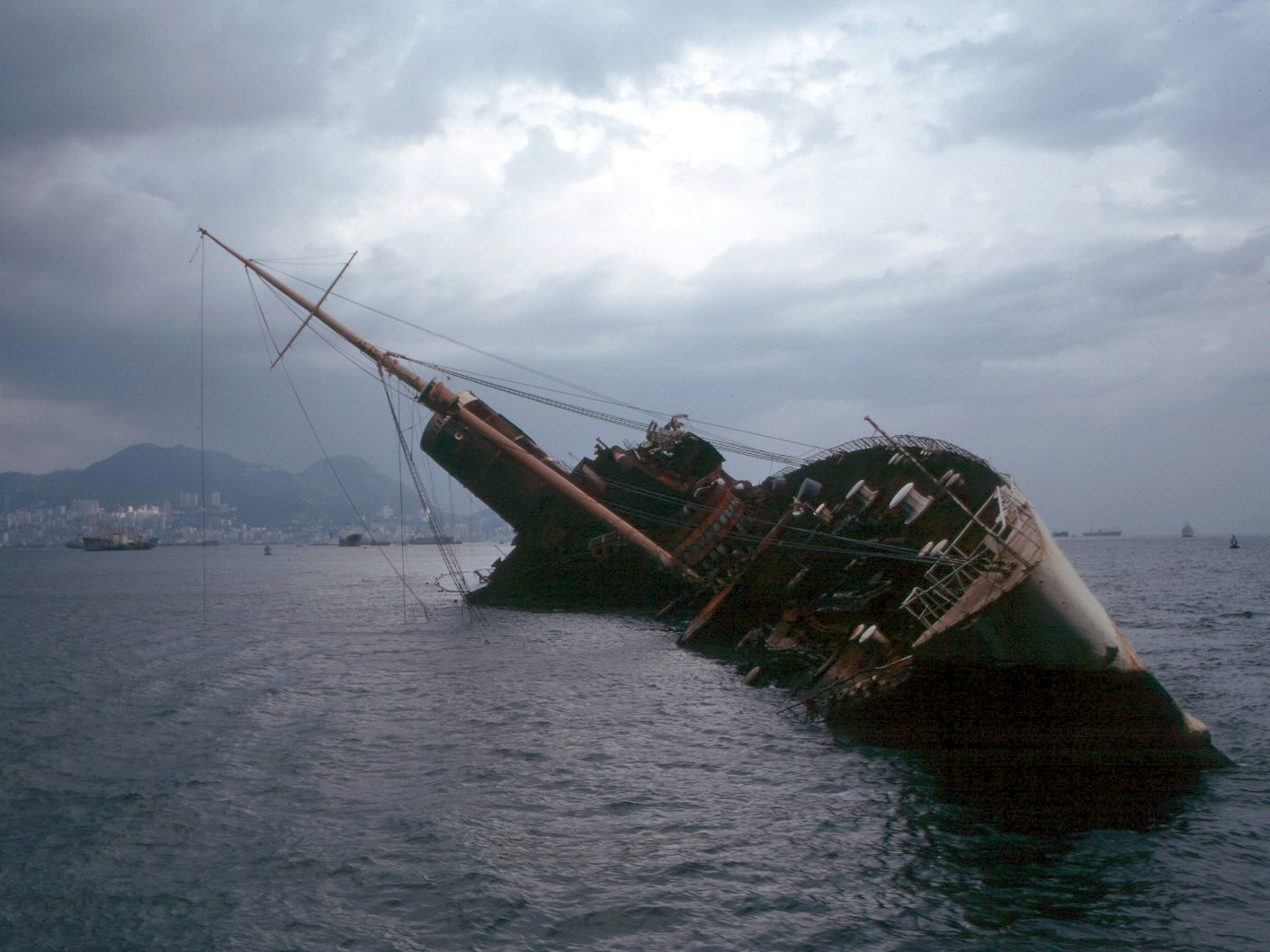
Wrak częściowo zatopionego statku

Walka z wodą na statku lub okręcie jest częścią obrony przeciwawaryjnej. Jej celem jest utrzymanie pływalności (zdolności morskiej) jednostki w sytuacjach zagrożenia, a w marynarce wojennej również utrzymanie zdolności bojowej. Jednostka pływająca powinna być przygotowana do usunięcia ewentualnej awarii kadłuba i urządzeń w zakresie:
- zabezpieczenia odpowiedniego sprzętu,
- opracowania metod wykrywania napływu wody,
- przygotowania procedur przeciwdziałania,
- przeszkolenia załogi.

## Wykrywanie uszkodzeń
Bardzo ważną rolę w obronie przeciwawaryjnej pełni wczesne wykrycie napływu wody do wnętrza kadłuba i szybkie znalezienie uszkodzenia. W tym celu stosowane są następujące sposoby:
- automatyczne, za pomocą specjalnych wskaźników,
- praktyczne, oparte na ścisłym przestrzeganiu zasad i procedur.

Podczas pływania  wszystkie drzwi, luki i włazy położone poniżej linii wodnej powinny być zamknięte. W celu wykrycia miejsca przebicia dokonuje się przeglądu pomieszczeń od dziobu do rufy. Przechodząc do kolejnych pomieszczeń z lekka odkręca się dwa lub trzy zaciski drzwi, luków lub włazów i nasłuchuje. Jeżeli woda lub powietrze nie będzie uchodzić przez szczelinę z charakterystycznym świstem, to znaczy, że w danym przedziale wody nie ma. O zatopieniu przedziału świadczyć może również:
- przeciekanie wody z przedziału,
- pokrywanie się zewnętrznych ścian grodzi rosą,
- wychodzenie powietrza z rur wentylacyjnych.

## Przeciwdziałanie
Przy uszkodzeniach związanych z napływem większej ilości wody do wnętrza kadłuba, oprócz wypompowywania wody, stosuje się:
- zatapianie przeciwległych przedziałów wodoszczelnych,
- odpowiednie rozmieszczenie ciężarów na statku dla zapewnienia stateczności,
- przepompowanie płynnych ładunków,
- umacnianie poddających się ciśnieniu wody grodzi, drzwi, pokładów,
- naprawianie przebić i uszkodzeń.

W okrętach wojennych uszkodzenia wywołane działalnością nieprzyjaciela to głównie uszkodzenia:
- konstrukcji okrętu,
- poszycia burtowego, pokładowego i grodziowego,
- wręg i wzdłużników,
- włazów i dławic,
- przewodów elektrycznych i przekładni telegrafów,
- zaworów, przewodów wentylacyjnych oraz rurociągów,
- przebicia od odłamków.

W marynarce wojennej do walki z awariami w pomieszczeniach, przedziałach, nadbudówkach, magazynach, w których nie ma w czasie alarmu bojowego załogi lub liczba osób na tych stanowiskach nie gwarantuje skutecznej obrony, tworzy się grupy awaryjne.

## Rodzaje uszkodzeń kadłuba statku i przyczyny ich powstawania
Do grupy przyczyn uszkodzeń jednostek pływających podczas pokojowej eksploatacji można zaliczyć:
- pożary,
- wejścia na mieliznę,
- zderzenia statków,
- uderzenia o nabrzeża, przeszkody podwodne,
- uszkodzenia podczas pływania w lodzie,
- uszkodzenia wskutek osłabienia wiązań kadłuba w wyniku silnego sztormu.

W wyniku działań bojowych okrętu wojennego jego kadłub, uzbrojenie i pozostałe wyposażenie techniczne może ulegać uszkodzeniom o szczególnie dużym zakresie oraz specyficznym umiejscowieniu i charakterze niespotykanym w przypadku normalnej eksploatacji w czasie pokoju. Te wyjątkowe cechy uszkodzeń i ich duża intensywność w czasie wojny nakazuje wyodrębnić działania bojowe jako oddzielną grupę przyczyn uszkodzeń okrętu. Uszkodzenia wymienione w pierwszej grupie mogą wystąpić również w okresie działań bojowych potęgując bezpośrednie skutki tych działań i przyczyniając się do dodatkowego obniżenia zdolności bojowej okrętu.

## Charakter i wygląd uszkodzeń
Przebiciato poprzeczne otwory w kadłubie, różnego kształtu i rozmiarów. W zależności od przyczyny krawędzie mogą być zagięte na zewnątrz jak i do wewnątrz kadłuba statku. Na przykład przebicie statku pociskiem przeciwpancernym jest regularne, krawędzie zagięte do środka kadłuba statku. Bardzo duże przebicia w kadłubie statku do 60–100 m² powstają wskutek poderwania na minie, trafienia torpedą lub bombą lotniczą. Również bardzo duże przebicia powstają przy wejściu na skały, przeszkodę nawigacyjną oraz przy zderzeniach z innym statkiem.
Wcięcia, wypuklenia, pofałdowaniapowstają zwykle obok dużych przebić i szczelin oraz w innych miejscach kadłuba wskutek utraty sztywności konstrukcji kadłuba.
Rozejścia się szwów poszycia kadłubanajczęściej występują wskutek zderzenia statków. Mogą one powstać również wskutek uderzenia kadłubem statku przy wejściu na mieliznę, przy pływaniu w lodach, a także wskutek działania fali uderzeniowej. Krawędzie blach poszycia rozchodzą się w miejscach łączenia, szczelność łączenia ulega naruszeniu. Szczeliny są to długie, wąskie dziury w blachach poszycia o prostych krawędziach.

## Rodzaje sprzętu do walki z wodą

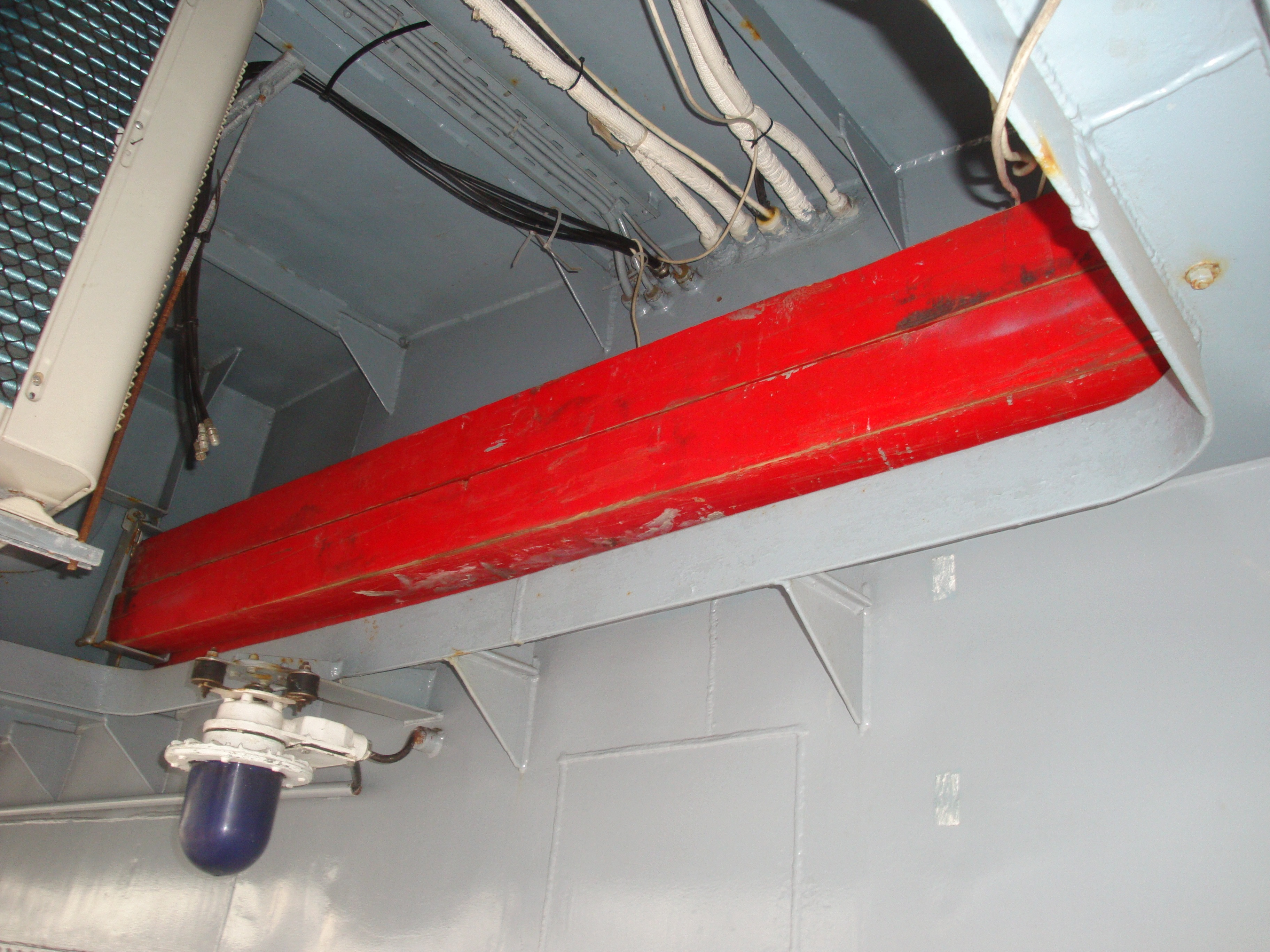
Kantówki drewniane przygotowane do walki z wodą na trałowcu

W Marynarce Wojennej RP stosuje się wystandaryzowany sprzęt do prowadzenia walki z wodą.
Korki awaryjnePrzebicia o kształtach regularnych (okrągłe) usuwa się za pomocą korków drewnianych wykonanych w kształcie stożków lub stożków ściętych. Korki takie wykonuje się z miękkiego drewna (lipa, osika, wiąz, sosna) o różnych wymiarach. Wymiary korków umieszcza się na pobocznicy stożków. Przed wbiciem w otwór owija się go przetłuszczonymi pakułami lub szmatami.
Kliny awaryjneKliny awaryjne służą do uszczelniania przebić (pęknięć) w formie szczelin kadłuba, grodzi itp. Oprócz tego kliny stosuje się przy uszczelnianiu za pomocą plastrów sztywnych i skrzynkowych, wszędzie tam, gdzie stosuje się rozporki drewniane. W zależności od wymiarów kliny awaryjne wykonuje się w następujących wymiarach:
- I wariant o wymiarach 20×70×250 mm,
- II wariant o wymiarach 40×70×250 mm,
- III wariant o wymiarach 40×90×300 mm,
- IV wariant o wymiarach 50×110×400 mm,
- V wariant o wymiarach 70×110×400 mm.

Kliny nie powinny mieć dużego kąta przy ostrzu ponieważ przy wbijaniu będzie bardziej powiększał szczelinę, oprócz tego może bardzo łatwo wyskoczyć pod naporem wody przy dużej wibracji kadłuba statku. Kliny przygotowuje się z drewna sosnowego lub lipowego, powierzchnia ich powinna być gładka dla lepszego przylegania w szczelinie. Kąt ostrza klina powinien wynosić około 5°, ponieważ taki kąt nachylenia jest mniejszy od kąta tarcia między natłuszczonymi pakułami a stalą.
Plastry sztywne z miękkimi bokamiWykonuje się je z dwóch warstw desek zbitych gwoździami. Deski drugiej warstwy są prostopadłe do pierwszej warstwy. Między warstwami znajduje się płótno żaglowe, które należy natłuścić lub nasmarować. Płótno wypuszcza się poza krawędzie desek w celu wykonania poduszek, które wypełnia się smołowanymi pakułami. Smołowanie płótna powoduje nieprzenikanie wody przez płótno, a miękkie boki dają szczelne przyleganie plastra do kadłuba.
Plastry sztywne drewnianeSłużą do uszczelniania od wewnątrz przebić burt, grodzi, pokładów, tam gdzie otwory przebić mają kształty nieregularne, a krawędzie ich są mało odstające lub wygięte na zewnątrz kadłuba. Rozmiary plastra muszą być o 50% większe od rozmiaru otworu, powierzchnia dwa razy większa od powierzchni otworu. Plastry sztywne wykonuje się w czterech wariantach:
- I wariant o wymiarach 250×250 mm,
- II wariant o wymiarach 300×300 mm,
- III wariant o wymiarach 300×330 mm,
- V wariant o wymiarach 1000×1000 mm.

Plastry skrzynkowePrzeznaczone są do uszczelniania od wewnątrz przebić o kształtach nieregularnych i odstających krawędziach. W zależności od wymiarów plastry skrzynkowe są wykonane w czterech wariantach:
- I wariant o wymiarach 250×250 mm,
- II wariant o wymiarach 330×330 mm,
- III wariant o wymiarach 380×380 mm,
- IV wariant o wymiarach 470×470 mm.

Plastry miękkieZakłada się je na przebicia w poszyciu, posiadające krawędzie zagięte do wnętrza statku. Ze względu na małą wytrzymałość nie stosuje się ich przy dużych przebiciach na znacznych głębokościach, gdyż pod wpływem ciśnienia wody ulegają zerwaniu na krawędziach. Wymiary plastrów są znormalizowane: 3×3 m, 4,5×4,5 m, 5×5 m. Ten rodzaj plastra stosuje się tylko przy uszkodzeniach kadłuba statku.
Rozpórki staloweSłużą do podpierania, wzmacniania grodzi, burt itp., oraz do dociskania plastrów sztywnych i skrzynkowych. Długość rozpórki jest regulowana poprzez obracanie jednej części względem drugiej. Rozpórka stalowa nastawna składa się z:
- śruby i korpusu,
- koron oporowych,
- pokrętła i klina,
- podkładki,
- rury zewnętrznej z gwintem trapezowym,
- rury wewnętrznej z otworami na klina.

Rozpórki drewnianeSłużą do wzmacniania grodzi, burt i pokładów oraz do mocowania plastrów sztywnych i skrzynkowych. Wykonane są w różnych wariantach odnośnie do wymiarów tj. od 60×60×1500 do 150×150×4000 mm. Rozpórki drewniane przy wzmacnianiu burt, grodzi należy stosować prostopadle do ww. elementów, a jeżeli jest to niemożliwe, to pod kątem bliskim 90°, gdyż wtedy wytrzymują większe obciążenia. Rozpórki drewniane o wymiarach 150 × 150 × 4000 mm wytrzymują następujące obciążenia w zależności od kąta pochylenia do grodzi: przy 90° (prostopadle) – 126 kN, przy 45° – 89 kN.
Pomiędzy rozpórką drewnianą a punktem jej oparcia należy zostawić szczelinę, w którą wkłada się parę klinów awaryjnych. Szczelina nie może być mniejsza od grubości rozpórki drewnianej.
Ściągacze dociskowe do wręgówPrzeznaczone są do mocowania plastrów sztywnych przez ich dociskanie od wewnątrz do poszycia, wszędzie tam, gdzie występują wręgi kątowe. Ze względu na możliwość przesuwania się łap, ściągacz może być stosowany na każdej jednostce posiadającej wręgi kątowe. Maksymalny rozstaw łap wynosi 720 mm. Ściągacz składa się ze:
- wspornika stalowego,
- łap,
- korony oporowej,
- pokrętła.

Uniwersalny ściągacz dociskowy do wręg, łapami chwyta za wręgi, pod piętę śruby dociskającej wkłada się plaster sztywny z miękkimi bokami i całość naprowadza się na otwór w kadłubie statku. Kręcąc pokrętłem śruby powoduje się dociskanie plastra do kadłuba statku.
Opaski metalowe do przewodów rurowychStosuje się je do naprawy uszkodzonych rurociągów w przypadkach następujących uszkodzeń:
- pęknięcia rurociągów,
- rurociąg przebity odłamkiem pocisku lub bomby.

Naprawa uszkodzonych rurociągów przy pomocy opasek metalowych jest pewne i dobre. Opaska składa się z taśmy stalowej zakończonej zamkiem i śrubą zaciskową z łbem kwadratowym. Pod opaskę na uszkodzony odcinek rurociągu nakłada się podkładkę z gumy i nakładkę wykonaną z blachy dopasowanej do promienia rurociągu. Podkładka i nakładka muszą być większe o 5–10 mm od wymiaru rurociągu z każdej strony. Na uszkodzony odcinek rurociągu nakłada się co najmniej dwie opaski awaryjne, aby uzyskać dobrą szczelność rurociągu.

## Zasady użycia sprzętu do walki z wodą
Stosowanie plastrów sztywnychJeżeli brzegi otworu w kadłubie statku wygięte są na zewnątrz, to zakładamy plastry sztywne z miękkimi bokami; jeśli  brzegi otworu wygięte są do wewnątrz stosujemy plaster skrzynkowy. Plastry te mocuje się do burty statku za pomocą:
- rozpórek drewnianych i klinów
- uniwersalnego ściągacza dociskowego (plaster z miękkimi bokami)
- stalowych rozpórek nastawnych.

Stosując rozporki drewniane do mocowania plastra należy je odpowiednio przyciąć tj. ich długość powinna być o 3–4 cm mniejsza od odległości między punktami oporu. Luz ten wykorzystuje się do wbicia klinów, przy pomocy których osiąga się potrzebną siłę dociskającą plaster do kadłuba.
Stosowanie rozporek drewnianych i rozstawnychRozporki te stosuje się do wzmacniania grodzi sąsiednich przedziałów. W celu zapobiegania rozprzestrzenianiu się wody na statku umacnia się grodzie przy zatopionych przedziałach. Chociaż grodzie są odporne na ciśnienie słupa wody zaburtowej, to jednak ruch statku, szczególnie jeśli przebicie jest w dziobowej części statku, powoduje dodatkowe ciśnienie wody na grodzie, którego one mogą nie wytrzymać. Pod ciśnieniem wody grodzie zaczynają się wyginać, szwy się rozchodzą powodując pęknięcia i z zatopionych przedziałów woda przedostaje się do sąsiednich zalewając je. W zależności od konstrukcji kadłuba statku i rozmieszczenia mechanizmów oraz urządzeń na statku opracowane są konkretne metody wzmacniania grodzi wodoszczelnych.
Stosowanie plastrów miękkichJeżeli mamy do czynienia z niewielkimi przebiciami, uszkodzeniami kadłuba statku na jego powierzchniach obłych, przy czym krawędzie przebicia są wygięte do środka kadłuba statku i jest możliwość jego naprawy od wewnątrz, uszkodzenie to naprawiamy przez zatkanie go workami wypełnionymi wysmołowanymi bądź natłuszczonymi pakułami. Worek dociska się do powierzchni kadłuba przy pomocy przedmiotów o płaskich powierzchniach, a następnie mocuje się je przy pomocy:
- rozporek drewnianych i klinów;
- stalowych rozporek nastawnych;
- uniwersalnych ściągaczy dociskowych.

Przebicia na powierzchni obłej kadłuba statku naprawia się przy krawędziach wygiętych do wnętrza także poprzez zakładanie miękkich plastrów od zewnątrz.

## Warunki bezpieczeństwa
Przy posługiwaniu się sprzętem etatowym OPA szczególną uwagę należy zwrócić na bezpieczeństwo w czasie usuwania uszkodzeń kadłuba czy też rurociągów, przez które napływa do wnętrza przedziału woda. Należy pamiętać, że wiele czynności walki z wodą wykonuje się w bardzo trudnych warunkach. Marynarze mogą doznać urazów przy niewłaściwym posługiwaniu się sprzętem OPA. Źle zakładany lub założony plaster sztywny o dużych rozmiarach, może spowodować obrażenia nóg itp.
Wszystkie narzędzia, którymi posługują się marynarze, muszą być w bardzo dobrym stanie technicznym oraz odpowiadać przepisom BHP.

## Wymagania stawiane uszczelnieniom
Usuwając dowolne przebicie w kadłubie statku, pokładach, grodziach zawsze należy pamiętać o uzyskaniu szczelności (brak przecieków wody). Stosując kliny i korki awaryjne szczelność uzyskujemy wtedy, gdy zapewniamy dostateczny nadzór nad usuniętymi przebiciami. Należy pamiętać, że w miarę upływu czasu wstrząsy i wibracje kadłuba osłabiają szczelność powodując wysuwanie się korków i klinów awaryjnych. Stosując rozporki drewniane i stalowe przy mocowaniu plastrów sztywnych i skrzynkowych należy pamiętać, by były one prostopadłe lub pod kątem zbliżonym do 90° w stosunku do punktów oparcia sprzętu. Przy stosowaniu plastrów awaryjnych sztywnych i skrzynkowych należy pamiętać o dobieraniu plastrów, tak aby ich powierzchnia była dwa razy większa od powierzchni przebicia, w innym wypadku uszczelnienie nie będzie szczelne.